# The Sphinx Without a Secret

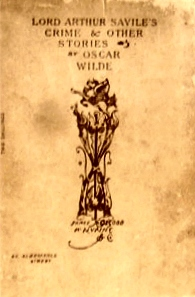
Omslag van de eerste editie

The Sphinx Without a Secret is een kort verhaal van de uit Ierland afkomstige maar vooral in Engeland werkzame dichter, proza- en toneelschrijver Oscar Wilde.
Het verhaal werd voor het eerst gepubliceerd in het tijdschrift The World in mei 1887 en later opgenomen in de 1891 verschenen bundel Lord Arthur Savile's Crime and Other Stories. Deze bundel bevatte verder de verhalen Lord Arthur Savile's Crime, The Canterville Ghost en The Model Millionaire. In latere edities werd hier het verhaal The Portrait of Mr. W.H. aan toegevoegd.

## Verhaal
De verteller ontmoet in Parijs een oude studiegenoot, Lord Murchison, die hij lange tijd niet heeft gezien. Lord Murchison schijnt iets op zijn hart te hebben en de twee besluiten ergens te gaan dineren, waar het een en ander uit de doeken zal worden gedaan.

Lord Murchison vertelt over een vrouw die hij toevallig opmerkte in een voorbij rijdende koets en die hem trof om haar schoonheid en mysterieuze verschijning. Later treft hij haar bij toeval tijdens een ontvangst en ondanks haar geheimzinnigdoenerij raakt hij verliefd op haar. Tijdens daaropvolgende ontmoetingen houdt zij de sfeer van mysterie in stand. Niettemin doet hij haar een aanzoek.

Op een dag ziet hij haar op straat en volgt haar naar een adres waar een pension is gevestigd en waar zij enige tijd verblijft. Als hij haar hier later mee confronteert zegt zij dat er niets aan de hand is. Teleurgesteld gaat hij op reis en bij terugkeer verneemt hij dat de vrouw is overleden. Als hij het pension bezoekt krijgt hij te horen dat de vrouw daar inderdaad niemand bezocht of ontving, maar er gewoon enige tijd verbleef, om wat te lezen en soms thee te drinken.
Lord Murchison twijfelt nog altijd aan haar oprechtheid, waarop de verteller stelt dat het de vrouw er gewoon om te doen was een sfeer van mysterie rond zichzelf te creëren, terwijl er helemaal geen mysterie was. Lord Murchison is hiervan nog niet overtuigd en antwoordt met de woorden: "I wonder."